# Кама (лодочный мотор)

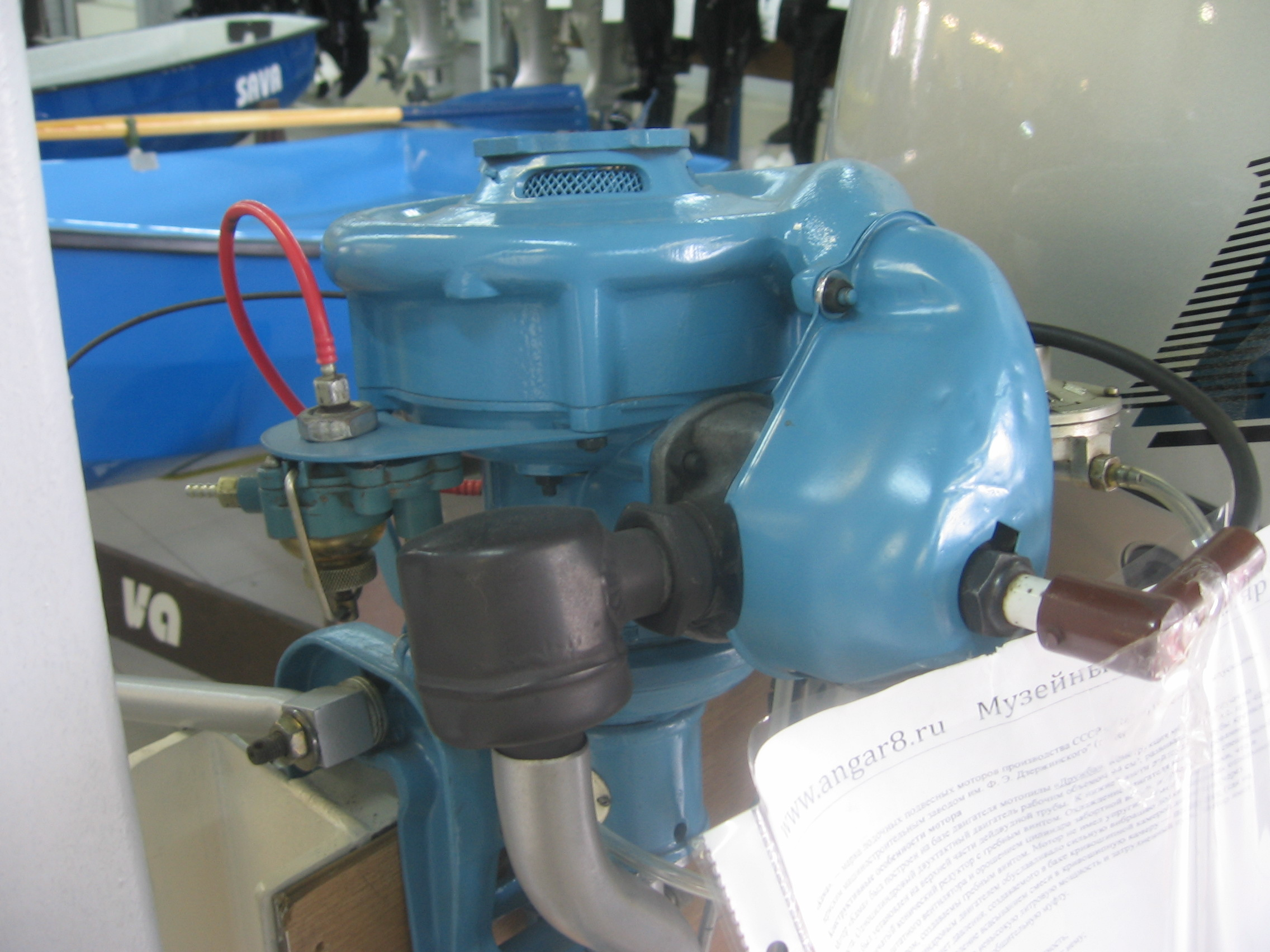
«Кама», вид на двигатель

«Кама» — марка лодочных подвесных моторов производства СССР с 1963 по 1966 годы. Выпускались Пермским машиностроительным заводом им. Ф. Э. Дзержинского (г. Пермь).

## Конструктивные особенности мотора
Мотор «Кама» был построен на базе двигателя мотопилы «Дружба». Конструкция мотора достаточно проста. Одноцилиндровый двухтактный двигатель рабочим объёмом 94 см³, развивавший 3,2 л. с. при 4000 об/мин был установлен на верхней части дейдвудной трубы. К нижней части дейдвудной трубы крепился одноступенчатый конический редуктор с гребным винтом. Охлаждение двигателя комбинированное: воздушное от штатного вентилятора и орошением цилиндра забортной водой, подаваемой по специальной трубке, под напором, создаваемым гребным винтом.
Мотор не имел упругих элементов подвески, что в сочетании с одноцилиндровым двигателем обуславливало сильную вибрацию лодки. Бензобак отдельный. Топливо (бензин с растворённым в нём маслом) подавалось за счет давления, создаваемого в баке кривошипной камерой двигателя (через специальный клапан). Управление всасыванием смеси в кривошипную камеру — поршневое (как на мотоциклах), что обуславливало невысокую литровую мощность и затрудненный пуск. Мотор имел автоматическую центробежную разобщительную муфту.

## Достоинства и недостатки
Мотор «Кама» обладал рядом достоинств:
- простая конструкция, высокая ремонтопригодность;
- невысокая стоимость самого мотора и запчастей к нему;
- возможность работы на низкосортных бензинах;
- небольшая масса;
- широкая унификация деталей с мотопилой «Дружба»;

Основные недостатки мотора:
- затрудненный запуск;
- небольшая долговечность двигателя (60-80 часов);
- заливание двигателя водой при ходе на волне;
- высокий уровень шума и вибрации;
- частые случаи потери съемного стартера;
- невысокий к.п.д. гребного винта;
- топливный бак, находящийся под давлением и создающий пожарную опасность;
- сильное образование пара при орошении цилиндра водой;

## Хозяйственное значение
В своё время (1963 год) Ленинградский НТО Судопрома, рассмотрев проект мотора, не рекомендовал мотор к производству по причине указанных выше недостатков, однако завод производство все таки начал. Мотор «Кама» изначально разрабатывался для леспромхозов, где унификация мотора и мотопил позволяла существенно снизить номенклатуру поставляемых запасных частей. Однако именно по причине такой унификации мотор получился неудачным — двигатель мотопилы не был рассчитан на длительную работу в режиме максимальной мощности. Не спасало и орошение цилиндра водой. Да и мощность мотора для тяжелых лесосплавных лодок явно была недостаточной. Поставлялся мотор и в торговую сеть, однако, даже в 60-е годы, несмотря на невысокую цену и острый дефицит других моторов, спросом не пользовался. Вскоре после освоения производства мотора оно было прекращено.

## Самодельные конструкции
Сравнительная доступность и функциональная завершенность двигателя мотопилы «Дружба» (а позже и мотопилы «Урал») позволяли любителям технического творчества создавать подвесные лодочные моторы собственных конструкций по образцу мотора «Кама», но устраняя его основные недостатки. Журнал «Катера и яхты» периодически публиковал заметки о таких моторах. Наиболее удачным решением следует признать конструкцию С. В. Аршинова из Уфы, который подверг двигатель мотопилы существенной модернизации (сделал цилиндр с водяным охлаждением и трехканальной продувкой, поршневое управление впуском заменил на клапанное, жестко закрепил стартер на корпусе двигателя), применил подводную часть от мотора «Салют» и изготовил оригинальный гребной винт. Масса такого мотора оказалась меньше чем у серийного и составила всего 12 кг.

## Современные конструкции
С середины 2010-х годов широкое распространение получили специальные насадки для бензиновых триммеров, позволяющие превратить их в небольшой лодочный мотор. Конструкция таких насадок в целом повторяет моторы «Кама».